# 王如涛
王如涛（？—？），四川重慶府長壽縣人，清朝政治人物。同進士出身。
乾隆二十二年，登進士。1768年，接替徐文宽任福建永安县知县一职，1771年由张虞接任。